# Ochicanthon thai
Ochicanthon thai là một loài bọ cánh cứng trong họ Bọ hung (Scarabaeidae).